# 薩韋德拉 (智利)

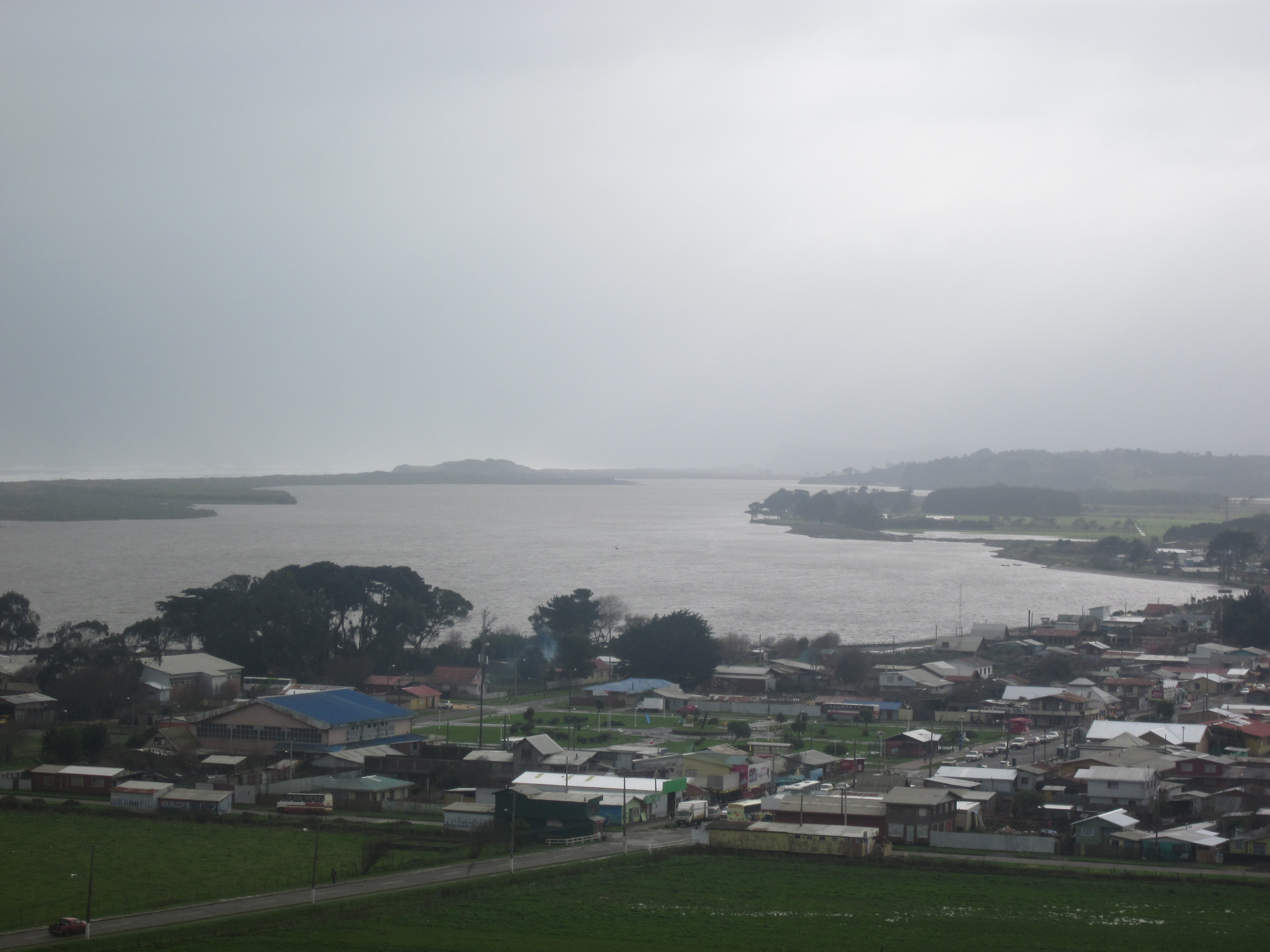

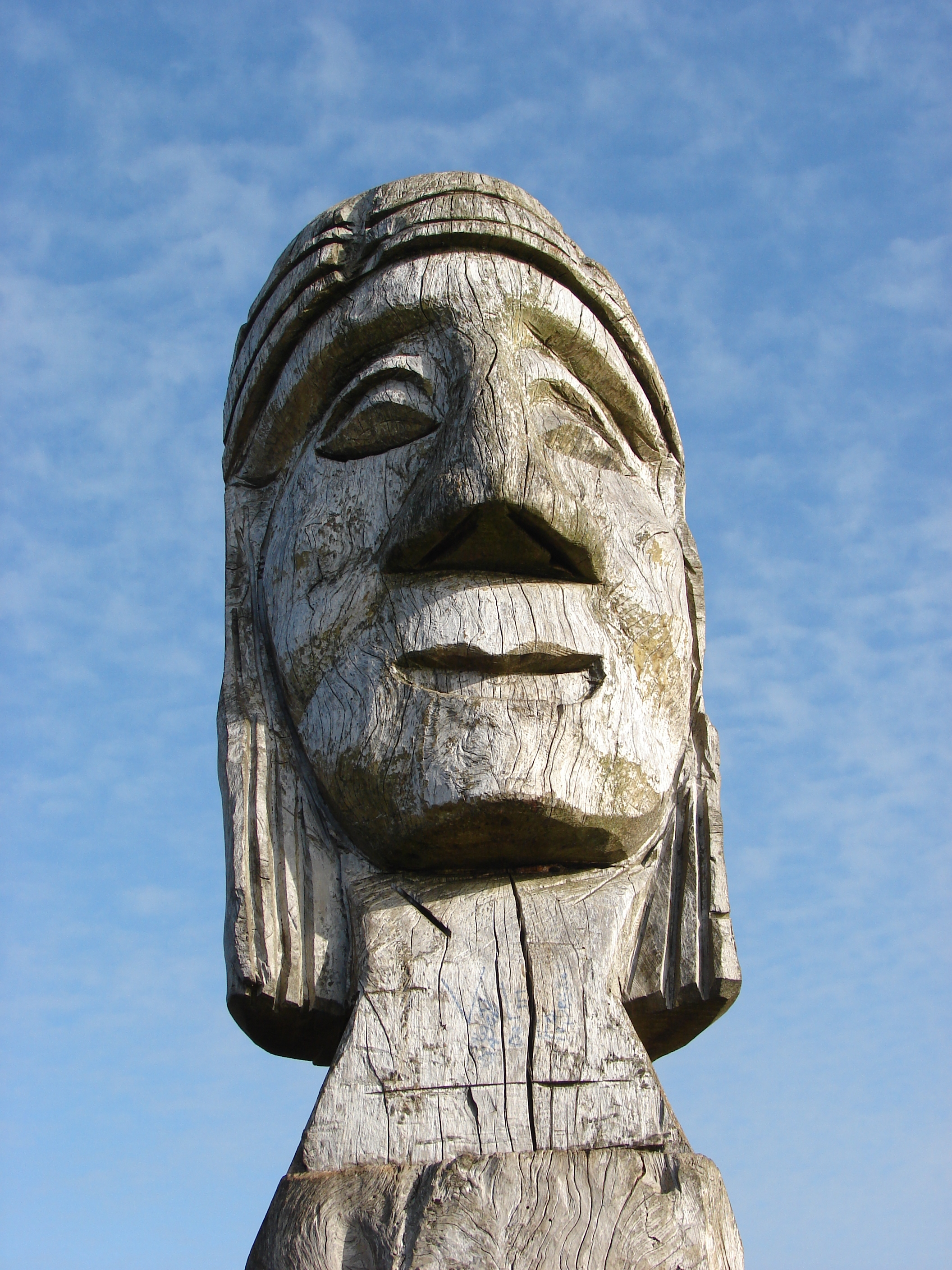

薩韋德拉是智利的城鎮，位於該國中南部，由阿勞卡尼亞大區的考丁省負責管轄，始建於1895年12月5日，面積400平方公里，2002年人口14,034，人口密度每平方公里35.1人。